# Botanophila atrovittata
Botanophila atrovittata este o specie de muște din genul Botanophila, familia Anthomyiidae. A fost descrisă pentru prima dată de Malloch în anul 1920.
Este endemică în Alaska. Conform Catalogue of Life specia Botanophila atrovittata nu are subspecii cunoscute.